# 涧头乡
涧头乡，是中华人民共和国河南省驻马店市新蔡县下辖的一个乡镇级行政单位。

## 行政区划
涧头乡下辖以下地区：
涧头村、张营村、大徐村、刘营村、何营村、申桥村、马庄村、豫新村、魏营村、徐棚村、郑庄村、彭庄村、杨庄村、曹庄村、吴楼村、谢围孜村、赵塘村、赵冢村、桂庄村、杨寨村、杨老庄村、程庄村、毛岗村和望城村。